# Sebevranje
Sebevranje (cyr. Себеврање) – wieś w Serbii, w okręgu pczyńskim, w mieście Vranje. W 2011 roku liczyła 126 mieszkańców.